# Agabus aubei
Agabus aubei is een keversoort uit de familie waterroofkevers (Dytiscidae). De wetenschappelijke naam van de soort is voor het eerst geldig gepubliceerd in 1869 door Perris.